# Барракас Сентраль
Клуб Атле́тико «Барра́кас Сентра́ль» (исп. Club Atlético Barracas Central) — аргентинский футбольный клуб, представляющий район Барракас, расположенный в юго-восточной части города Буэнос-Айрес. В 2022 году выступает в Примере, высшей профессиональной лиге в аргентинской футбольной системе.

## История
Клуб был основан 5 апреля 1904 года под названием «Барракас Сентраль дель Суд» (Barracas Central del Sud). В 1911 году клуб вступил в Ассоциацию футбола Аргентины под названием «Вилья Солдати» (Villa Soldati), в 1913 году он сменил его на нынешнее. В 1919 году команда выиграла Промежуточный дивизион и вышла в Высший дивизион любительского чемпионата Аргентины. В элите любительского футбола «Барракас Сентраль» выступал до 1934 года. В 1931 году в Аргентине появился профессиональный чемпионат, и в нём «барракеньос» не играли.
С сезона 2010/11 клуб выступал в Примере B Метрополитана. По итогам сезона 2018/19 команда стала победителем этого турнира и в сезоне 2019/20 дебютировала в Примере B Насьональ, второй по уровню лиге чемпионата Аргентины. В 2022 году «Барракас Сентраль» впервые сыграет в Примере.

## Достижения
- Победитель Второго дивизиона Аргентины (2): 1919 (Промежуточный дивизион), 2021 (Примера B Насьональ)
- Победитель Третьего дивизиона Аргентины (3): 1944, 1948, 2018/19
- Победитель Четвёртого дивизиона Аргентины (3): 1974, 1981, 2009/10

## Мини-футбол
Мини-футбольный клуб «Барракас Сентраль» был основан в 2011 году.

### Достижения
- Чемпион Примеры (1): 2021
- Чемпион Национальной лиги футзала Аргентины (исп. Liga Nacional de Futsal Argentina, LNFA) (3): 2021, 2022, 2023
- Финалист Кубка Либертадорес: 2024
- Победитель Национального турнира (исп. Torneo Nacional): 2016
- Обладатель Суперкубка Аргентины: 2017
- Победитель Золотого Кубка (исп. Copa del Oro): 2021
- Чемпион Примеры Б (1): 2011